# Mappleton and Rowlston

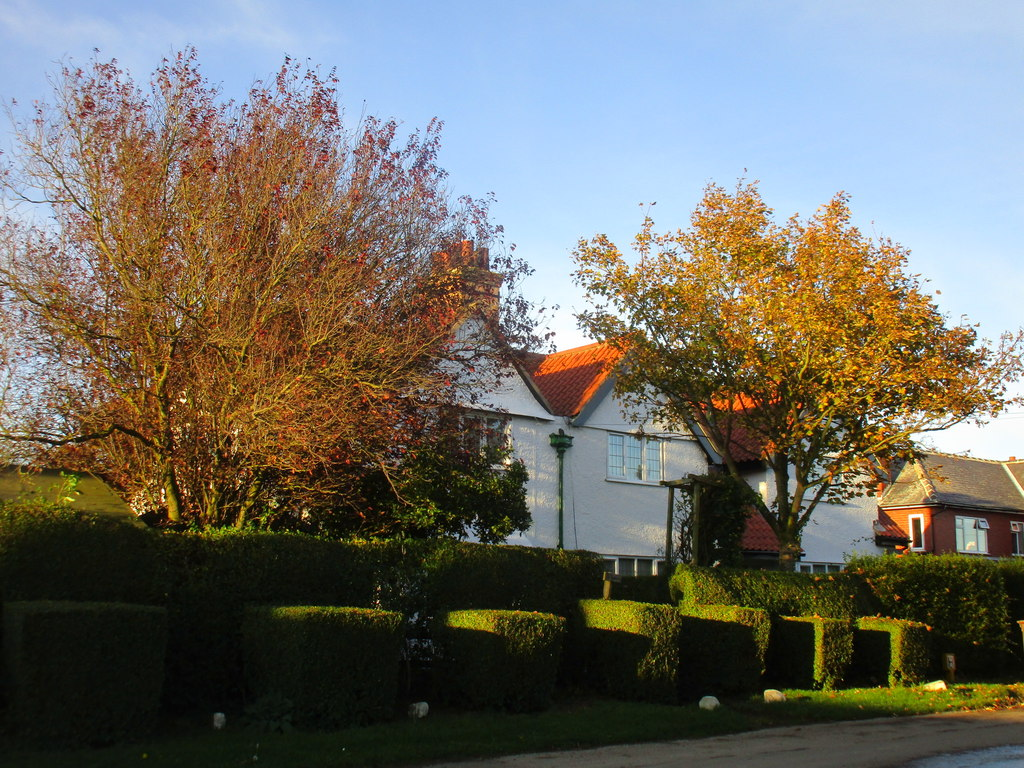
Rolston

Mappleton and Rowlston var en civil parish från 1866 till 1935 då den blev en del av Mappleton, i grevskapet East Riding of Yorkshire, i England. Civil parish var belägen 19 km från Beverley och hade 162 invånare år 1931.